# Александро-Невский собор (Саратов)
Александро-Невский собор — главный кафедральный собор дореволюционного Саратова. Заложен 11 сентября (30 августа) 1815 года в память участия саратовских ополченцев и победе русского народа в Отечественной войне 1812 года. Проект собора был выполнен архитектором Василием Стасовым в стиле ампир, строительством руководил губернский архитектор Саратова Василий Иванович Суранов. Освящён 9 апреля (28 марта) 1826 года. В 1840—1842 годах для завершения ансамбля была возведена колокольня. В 1932—1938 годах собор был разобран. В послевоенное время на месте собора был построен стадион «Динамо».

## История
10 июля 1785 г. императрица Екатерина II в ответ на просьбу градского общества Саратова, обеспокоенного состоянием старого Троицкого собора, выделила из казны на строительство новой соборной церкви в губернском городе (с 1780 г.) «из собранных до сего в Саратове квадратных денег 10 478 рублей». 
В следующем году астраханский архиепископ Антоний (Румовский) выдал на строительство храмозданную грамоту астраханскому, саратовскому, азовскому и новороссийскому генерал-губернатору Павлу Сергеевичу Потёмкину. Сумма хранилась сначала в казённой палате, а затем её перевели в строительную экспедицию при губернском правлении с той целью, чтобы «до надобности в оной раздавать через Приказ общественного призрения взаймы под проценты под залог недвижимых имуществ». К 1810 г. сумма возросла за счёт уплаченных процентов почти вдвое.
В начале XIX века городское общество обратилось к императору Александру I с просьбой пожертвовать на строительство храма на сформировавшейся новой площади 54 тысячи рублей, собранных с помещиков до 1797 года. Эта просьба была удовлетворена, после чего начались сбор пожертвований и проектирование.